# Az American Airlines 1420-as járatának katasztrófája
Az American Airlines 1420-as járat egy menetrend szerinti repülőút volt Dallas (USA) és Little Rock (USA) között. 1999. június 1-jén helyi idő szerint 23:50 perckor egy McDonnell Douglas MD-82 típusú repülő túlfutott a kifutópályán leszálláskor és balesetet szenvedett. A gépet Richard Buschmann kapitány és Michael Origel másodpilóta vezette.

## A katasztrófa
A személyzet arról értesült, hogy a reptér közelében erős vihar tombol, a szél iránya és sebessége pedig kiszámíthatatlanul és drasztikusan változik. Ennek ellenére megpróbálták letenni a gépet. Eredetileg a pilótáknak a 22L jelzésű kifutópályát kellett volna használniuk, de azt a 4R jelzésűre cserélték, mivel a 22L kifutópályán nem működött a  műszeres leszállító rendszer (ILS).
Ahogy a gép megközelítette a 4R kifutópályát, a vihar megérkezett a repülőtér fölé. Az irányító legutolsó jelentése a személyzetnek az volt, hogy elsőbbséget kapnak a leszálláshoz, és hogy a szél igen erős. Az elsietett megközelítés alatt a pilóták nem nyitották ki az aerodinamikai fékeket. Ezek nélkül a gépnek szinte semmi esélye nem volt, hogy megálljon a vizes kifutópályán. A földetéréskor a másodpilóta azt mondta: "Lent vagyunk. Csúszunk!".  A gép nem érkezett teljesen a futóműre, így a fékezés lehetetlenné vált. A repülő nagy sebességgel végigcsúszott a kifutópályán, átesett egy töltésen, és egy acélból készült lámpasornak ütközött, ami egy kifutópálya megvilágítására szolgált.  A roncs végül az Arkansas folyó partján állt meg. Az ilyen építmények, amilyennek a repülő is ütközött, általában törékenyek - például ütközéskor eldeformálódnak -, de mivel ez a folyóparton volt, ahol a talaj nem túl szilárd, erősen a földhöz volt rögzítve, így állta a becsapódást, és szétzúzta a gépet. Az három darabra szakadt, és a kifolyt üzemanyag miatt kigyulladt. A helyszínre 15 perccel a szerencsétlenség után érkezett az első segítség.
A kapitány és 10 utas vesztette életét a balesetben, a másodpilóta, 3 stewardess és 41 utas súlyosan megsérült, egy légi utaskísérő és további 64 utas szenvedett kisebb sérüléseket, míg 24 utasnak nem esett baja.  A kapitány akkor halt meg, amikor egy fémléc eltalálta a pilótafülkét; a másodpilóta lába három helyen eltörött.
A szerencsétlenség utolsó áldozata, a 14 éves Rachel Fuller, június 16-án halt meg a kórházban.
A gép katasztrófája után az American Airlines a Dallas és Little Rock között közlekedő járat számát 646-osra cserélte.

## A katasztrófa után

### A katasztrófa okai
A Nemzeti Közlekedésbiztonsági Felügyelet (angolul National Transportation Safety Board, NTSB) megállapította, hogy a baleset oka az, hogy a személyzet nem szakította meg a reptér megközelítését, amikor ott hatalmas vihar tombolt, és nem sikerült a fékszárnyakat megfelelően kinyitni landolás után, mivel nem követték pontosan az ellenőrzési listát. A balesetről készült beszámolóból az is kiderült, hogy a pilóták a kézi vezérlésű fékezést használták, ami hosszabb úton állítja meg a gépet, mint az automata fékek, illetve a sugárfordítók. A vizsgálat megállapította, hogy a gépet vezető pilóták már a maximum megengedett 14 órás szolgálati idő közelében jártak, ráadásul a gép két órás késéssel szállt föl Dallasból, és ezért is siettek leszálláskor. 
Ennek, és a helyzet szülte stressznek következtében a pilótafülke személyzete elrontotta a manővert, továbbá a leszállást akkor sem szakították meg, amikor az oldalszél nagyobb volt annál a határnál, mint amit a gép kibír.
A szakemberek azt is kivizsgálták, hogy a személyzet miről értesült a viharral kapcsolatban, és valójában mekkora volt az. A nyomozók arra a megállapításra jutottak, hogy a pilóták tudták, hogy zivatar van a reptér környékén, de azt már nem, hogy a vihar 6-os szintű volt - a legmagasabb fokú. Az NTSB szóvivője erről azt közölte, hogy a pilótán múlt a döntés, hogy leszállnak-e.

A nyilvános meghallgatáson a másodpilóta azt állította, hogy kérte a kapitányt a landolás megszakítására. Erre nem találtak utalást a feketedobozok felvételein, Origel azonban kitartott ezen állítása mellett.

### Pilóták viselkedése viharban
A Massachusetts Institute of Technology készített egy felmérést, amiben a Dallas Fort Worth nemzetközi repülőtéren viharban leszálló gépeket figyelték. A kutatók azt vizsgálták, hogy a pilóták leszállnak-e rossz időjárási viszonyok között. Az eredmény szerint kétezer vihar során háromból kettő pilóta letette a gépet. A kísérlet kiderítette, hogy a gép személyzete sokkal vakmerőbb volt, ha a járat késésben volt, éjszaka volt, vagy éppen látták, hogy előttük már mások is megcsinálták a manővert. Az NTSB vezető nyomozóját, Greg Faith-t, meglepte a pilóták meggondolatlan viselkedése. Az MIT által készített felmérés azonban az egész repülésre kiterjedő problémát ábrázolta, aminek eredménye is volt az American Airlines 1420-as járatának katasztrófája. Greg Faith szerint ebben az esetben azonban az is hozzájárult a szerencsétlenséghez, hogy a pilóták minél előbb le akarták tenni a gépet, hogy ne lépjék túl a 14 órás maximális megengedett munkaidőt.